# Chevrolet Vega
Der Chevrolet Vega war ein vom amerikanischen Automobilhersteller General Motors unter der Automobilmarke Chevrolet von 1970 bis 1977 angebotener Wagen der dortigen Subcompact-Klasse. Das kleine Auto sollte als Nachfolger des Corvair in den Markt eingeführt werden. Der Vega wurde als zweitüriges Stufenheckcoupé, dreitüriges Fließheckcoupé mit großer Heckklappe und als dreitüriger Kombi mit je vier Sitzplätzen gebaut. Ferner gab es von 1970 bis 1975 unter der Bezeichnung Vega Panel Van eine Lieferwagenvariante des Kombis mit einem Sitzplatz und ohne hintere Seitenscheiben. Der Name leitet sich vom Hauptstern Wega bzw. Vega im Sternbild Leier ab.
Der Vega zielte auf Kunden der europäischen und japanischen Importwagen und trat gegen den Ford Pinto, der im Grundpreis 172 US-Dollar (USD) weniger kostete, und dem AMC Gremlin an. Zudem zielte er auch auf Käufer des heckgetriebenen VW Käfer, der 311 USD weniger kostete.
Mit dem Modelljahr 1974 basierte der Pontiac Astre auf dem Vega.

## Fertigung und Transport
GM feierte ihn als das Auto mit „innovativem Design und neuen Montagetechniken, die eine hohe Qualität gewährleisten“, ein Fahrzeug, das ein Vorreiter für eine neue Generation hochwertiger amerikanischer Kleinwagen sein sollte. Für ein neues Werk in Lordstown, Ohio, gab GM 75 Millionen Dollar aus, um den Vega zu produzieren. Das hochautomatisierte Werk setzte Roboter zum Schweißen von 90 % der Karosserie ein. Es hatte auch mechanisierte Werkzeuge und Anlagen, die für den Vega angepasst wurden. Das Werk wurde so konzipiert, dass es Autos in einem schnelleren Tempo als jede andere GM-Fabrik auf der Welt produzieren konnte, mehr als 70 Fahrzeuge pro Stunde.

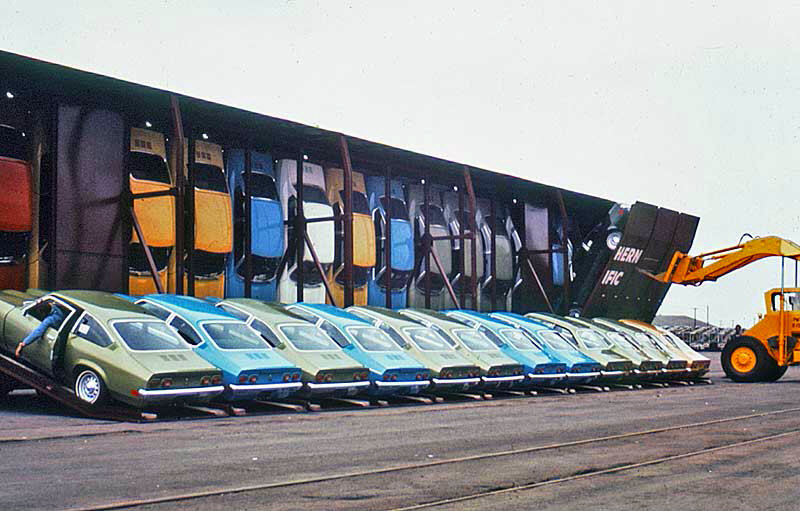
30 Vegas in einem einzelnen Vert-A-Pac-Waggon

Innovativ war beim Vega, dass er von General Motors zusammen mit dem Bahnanbieter Southern Pacific dafür konzipiert wurde, vertikal mit der Fahrzeugfront nach unten transportiert zu werden. Die Waggonrampe/Türen wurden mit einem Gabelstapler geöffnet und geschlossen. Dadurch konnten auf den Zügen mehr Fahrzeuge pro Fläche befördert werden. Die Waggons nahmen jeweils 30 Vegas auf, im Vergleich zu den herkömmlichen dreistöckigen Autotransportzügen, die 18 Fahrzeuge fassten. Dafür hatten beispielsweise die Batterien Einfüllkappen auf der Rückseite, um ein Auslaufen während des Transits zu vermeiden. Der Vega war an der Unterseite mit vier abnehmbaren Stahlgusssockeln ausgestattet und verfügte über Kunststoff-Abstandshalter, um Motor- und Getriebelager zu schützen, welche nach dem Entladen entfernt wurden. Außerdem wurden Änderungen am Motor (spezielle Ölschwallbleche) und am Tank (bei der Tankentlüftung) vorgenommen. Diese Option wurde als „Vert-A-Pac“ vom Werk an den entsprechenden Fahrzeugen eingebaut.

## Modellgeschichte

### Modellübersicht
Es war das erste Automobil von GM, das serienmäßig Vorderrad-Scheibenbremsen hatte. Zudem hatte der Vega rundherum Schraubenfedern. Die Ingenieure der Fahrwerksentwicklung wollten die Fahrqualitäten eines amerikanischen Großraumwagens mit europäischem Handling. Die spätere Hinterradaufhängung eliminierte das Aufschaukeln der Hinterräder bei einer Vollbremsung. Die Bremsen (vorne Scheiben, hinten Trommeln) waren eine Kopie einer Opel-Konstruktion mit 250-mm-Bremsscheiben (10 Zoll) und Einkolben-Bremssätteln vorn, 230-mm-Bremstrommeln (9 Zoll) hinten und einer 70/30-Verteilung der Bremskraft vorn zu hinten.
Verfügbare Karosserievarianten:
- Fast die Hälfte aller Vegas wurden mit der Fließheckkarosserie verkauft. Sie hatte eine niedrigere Dachlinie, eine umklappbare Rückbank und eine große Heckklappe.
- Die Stufenheck-Limousine, später „Notchback“ genannt, war das einzige Modell mit einem geschlossenen Kofferraum und hatte den niedrigsten Grundpreis.
- Der „Kammback“ genannte Kombi hatte eine niedrigere Ladekantenhöhe und eine oben angeschlagene Heckklappe.
- Der „Panel Van“ hatte Blechplatten anstelle der hinteren Seitenscheiben des Wagens, einen geschlossenen Stauraum unter dem Ladeboden und einen Fahrersitz mit niedriger Rückenlehne. Ein zusätzlicher Beifahrersitz war optional erhältlich. Die niedrige Rückenlehne war das Ergebnis der Einstufung dieses Modells als Lkw, für den weniger Sicherheitsanforderungen galten als für Personenwagen. Von dieser Variante wurden etwa 22.000 Stück hergestellt.

Alle Modelle hatten die gleiche Motorhaube, Kotflügel, Bodenwanne, untere Türverkleidungen, Schweller, Motorraum und Frontpartie.

### 1971
Ab dem 10. September 1970 wurde der hinterradgetriebene Vega als erster Kleinwagen der Marke bei den Chevrolet-Händlern angeboten. Da er sich stilistisch an den Chevrolet Camaro anlehnte, trug er runde Scheinwerfer in hochausgestellten Kotflügeln und zwei ovale fast runde Rückleuchten. Vorn war der Vega mit Einzelsitzen und Drei-Punkt-Sicherheitsgurten ausgestattet, hinten hatte er eine Sitzbank mit ausgeformten Sitzflächen. Die Zeitschrift Motor Trend kürte ihn 1971 zum Auto des Jahres.
Herausragendes Merkmal des Vega war der 2,3 Liter (140 in3) große, ungewöhnlich konzipierte Vierzylindermotor mit druckgegossenem Kurbelgehäuse ohne Laufbuchsen aus Aluminium-Silizium-Legierung und obenliegender Nockenwelle (OHV) im Graugusszylinderkopf. Entsprechende Besonderheiten wies der Fertigungsprozess auf: Nach dem Gießen musste der Motorblock 8 Stunden lang bei 232 °C temperiert werden, um eventuelle Gussspannungen abzubauen. Nach dem Entgraten schloss sich eine Wasserglas-Behandlung in einer Vakuumkammer und eine 2,5-stündige Aushärtephase bei 80 °C an. Nach dem Honen der Laufflächen wurden die Zylinderlaufflächen elektrochemisch etwas abgetragen, um die in der Legierung enthaltenen Siliziumkörner freizulegen. Diese stellten dann die eigentliche Lauffläche dar. Die Kolben aus Aluminium wurden herkömmlich bearbeitet, zur späteren Verkupferung verzinkt und anschließend noch mit einer Eisenschicht überzogenen, die die eigentliche Lauffläche bildete. Abschließend wurden die Kolben noch verzinnt.
Der Motor hatte eine Bohrung von 88,9 mm (3,5 Zoll) und einen Hub von 92,2 mm (3,63 Zoll). Anfangs lief er sehr rau und verbrauchte relativ viel Kraftstoff. Ein manuelles Drei-Gang-Getriebe mit Schalthebel auf dem Mitteltunnel war Serie. Als Extra konnte ein manuelles 4-Gang-Getriebe von Opel oder zwei verschiedene Automatikgetriebe gewählt werden. Der Basis-Vierzylinder leistete 80 netto SAE-PS bei 4400 min−1 und war mit einem Einfach-Vergaser bestückt. Als Extra war eine Version mit Doppelvergaser bestellbar, die 90 netto SAE-PS bei 4800 min−1 leistete.
Das Fahrwerk war schraubengefedert. Die Starrachse hinten wurde an vier Längslenkern geführt. Vorn hatte der erste Vega Scheibenbremsen, hinten Trommelbremsen. 
Der Kunde des Vega konnte sein Fahrzeug mit den üblichen Extras ausstatten. Die Servolenkung kostete 92 USD und eine Klimaanlage 349 USD. Mitte 1971 führte Chevrolet ein optionales GT-Paket für die Fließheck- und Kammback-Modelle ein, das den 2,3-Liter-Motor mit Zweifach-Vergaser der RPO L11, die RPO F41-Handling-Option, spezielle Reifen und Zierleisten enthielt.
Die Limousinenversion kostete 2090 USD, das Coupé 2196 USD und der Kombi 2328 USD. Im ersten Modelljahr wurden 274.699 Fahrzeuge verkauft.

### 1972
Das zweite Modelljahr brachte wenige Änderungen. Ein wenig Kosmetik am Frontgrill und keine technischen Veränderungen. Die Preise wurde für das neue Modelljahr um 30 bis 40 USD nach unten korrigiert. Der Vega verkaufte sich mit 394.592 produzierten Einheiten sehr gut.

### 1973
Der Vega erhielt eine umgeformte Stoßstange. Neue Bundesgesetze verlangten vordere und hintere Stoßstangen, die einen Aufprall mit 8 km/h (5 Meilen pro Stunde) ohne Beschädigung der Karosserie überstehen konnten. Dadurch wurde der Vega gut 76 mm länger. Die Leistung des Basismotors wurde von 80 SAE-PS (ca. 60 kW) auf 72 SAE-PS (ca. 54 kW) gesenkt. Die Ausführung mit Doppelvergaser leistet 85 SAE-PS (ca. 63 kW). 324.551 Vegas verließen die Werkhallen.

### 1974
Für das Modelljahr 1974 bekam der Wagen eine neue Kunststofffront mit geändertem Kühlergrill und vier waagerechten Schlitzen sowie einem mittigen Steg. Die Blickleuchten wurde neben die Scheinwerfer gesetzt und die Stoßstangen abermals überarbeitet. Die vormals vier Rückleuchten wurden auf zwei Rückleuchten reduziert. Die Preise bleiben annähernd gleich, was die Kunden mit 452.888 kauften Fahrzeugen honorierten.

### 1975
Zu den 264 Änderungen für 1975 gehörten die elektronische Zündung H.E.I. (High-Energy) und ein Katalysator. Zu den neuen Optionen gehörten Bremskraftverstärker, ein neigbares Lenkrad, BR78-13B Stahlgürtel-Radialreifen und eine spezielle Stoff-Innenausstattung für das Fließheck und den Kammback.
Neu im Modelljahr war die Verfügbarkeit einer Estate-Variante für den Kombi, welche deutlich besser ausgestattet war und rund 200 USD teurer war. Dafür erhielt der Wagen eine seitliche Beplankung aus Holzimitat sowie die Deluxe-Innenausstattung und zusätzliche Zierleisten. Für das Coupé gab es in diesem Jahr die LX-Version, die rund 340 USD mehr kostete als das Basis-Coupé. Die Leistung der Motoren stieg leicht auf 78 bzw. 87 SAE-PS (ca. 58/65 kW) an.
Nach langer Entwicklungszeit wurde Mitte 1975 der bereits 1971 angekündigte Vega Cosworth angeboten, eine Sportversion des Fließheck-Coupés mit bei Cosworth in England konstruiertem Zweilitermotors (122 in3) mit kürzerem Hub, einer Bendix-Benzineinspritzung, elektronische Zündanlage, Aluminiumzylinderkopf und 16 Ventilen, der 110 SAE-PS (ca. 82 kW) bei 5600 min−1 leistete. Der Absatz dieser Variante verlief, wohl hauptsächlich wegen des vergleichsweise hohen Preises von 6066 USD, das Doppelte eines Basis-Vega, sehr schleppend; nur 3507 Stück wurden gebaut.

### 1976
Für 1976 gab es bei den Modellen 300 Änderungen. Ein Facelift beinhaltete eine überarbeitete Front mit Chevy „Bowtie“-Emblem, einen breiteren Grill, überarbeitete Scheinwerfereinfassungen – alle aus korrosionsbeständigem Material – und neue dreifarbige Rückleuchten für das Stufenheck und das Fließheck (obwohl die bernsteinfarbenen Blinker nicht funktionsfähig waren). Die Blickleuchten waren im Grill integriert. Das Chassis erhielt die verbesserten Komponenten des Monza, einschließlich des vorderen Querträgers mit Kastenprofil, größere Bremsen vorne und hinten (wobei die vorderen belüftete Rotoren erhielten) und eine Drehmomentlenker-Hinterachse. Umfangreiche Rostschutzverbesserungen an der Karosserie beinhalteten verzinkte Kotflügel und Schwellerverkleidungen. Die Karosserie erhielt eine umfangreiche Rostvorsorge. Der senkrechte Steg im Kühlergrill entfiel, der jetzt drei waagerechte Lufteinlässe hatte. Durch die neue Chevette bekam der Vega Konkurrenz aus dem eigenen Hause, wodurch sich die Verkaufszahlen auf gut 160.000 Fahrzeuge reduzierten.
Die Motorleistung wurde auf 70 bzw. 84 SAE-PS (ca. 52/62,5 kW) gesenkt. Kühlung und Haltbarkeit des Dura-Built 2,3-Liter-Motors wurden verbessert. Obwohl elektrische In-Tank-Benzinpumpen schon vorher bei einigen Cadillac- und Buick-Modellen verwendet wurden, waren die Fahrzeuge der H-Plattform (Vega und Monza) die ersten Großvolumenmodelle von GM mit solchen Benzinpumpen. Heute ist dies bei allen gängigen Autos Standard.

### 1977
1977 wurde die Fertigung des Vega nach insgesamt 1.955.769 Exemplaren eingestellt. Der Kombi wurde in das Programm des technisch eng mit dem Vega verwandten Chevrolet Monza übernommen.

### Galerie

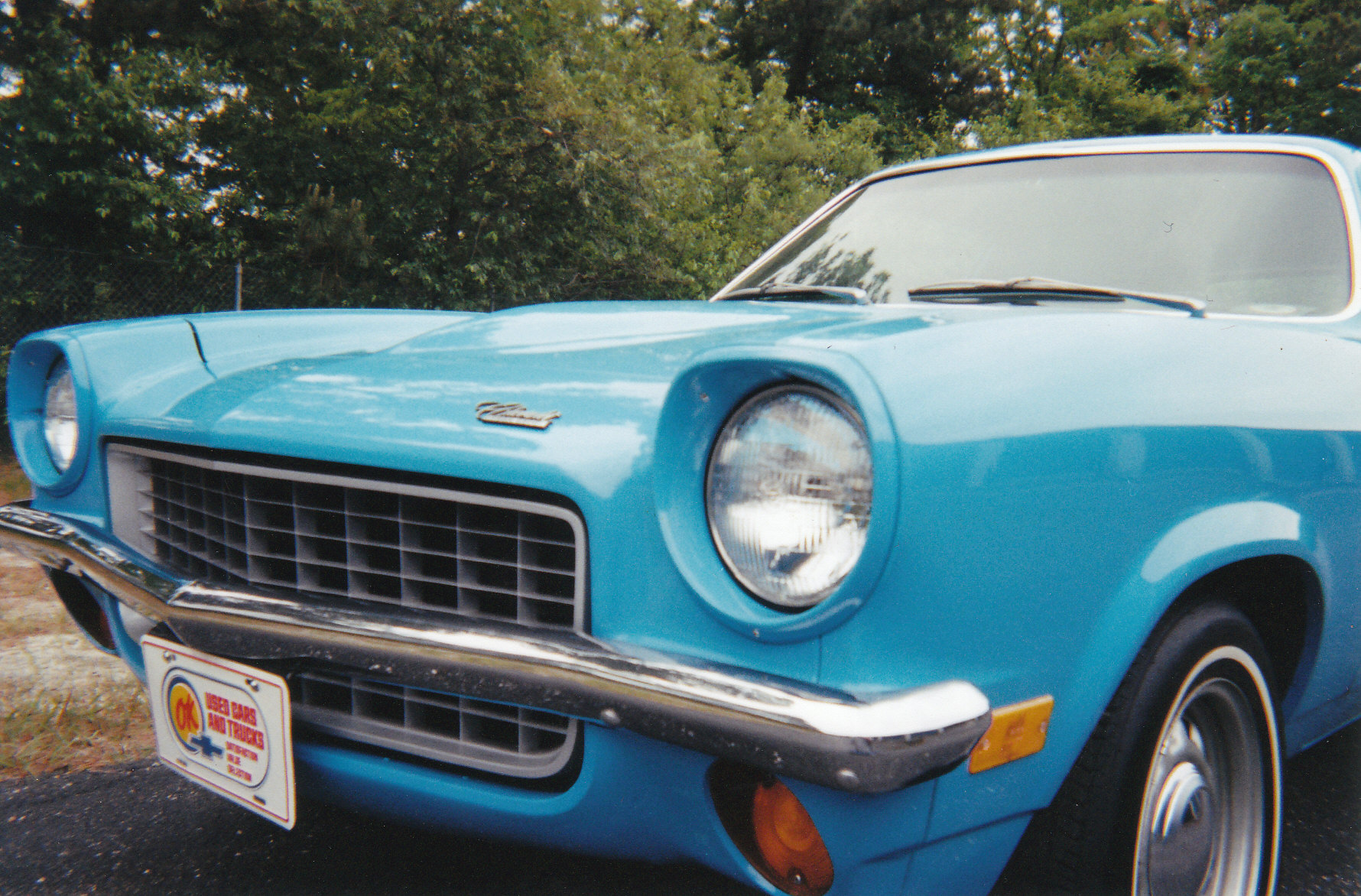
1971
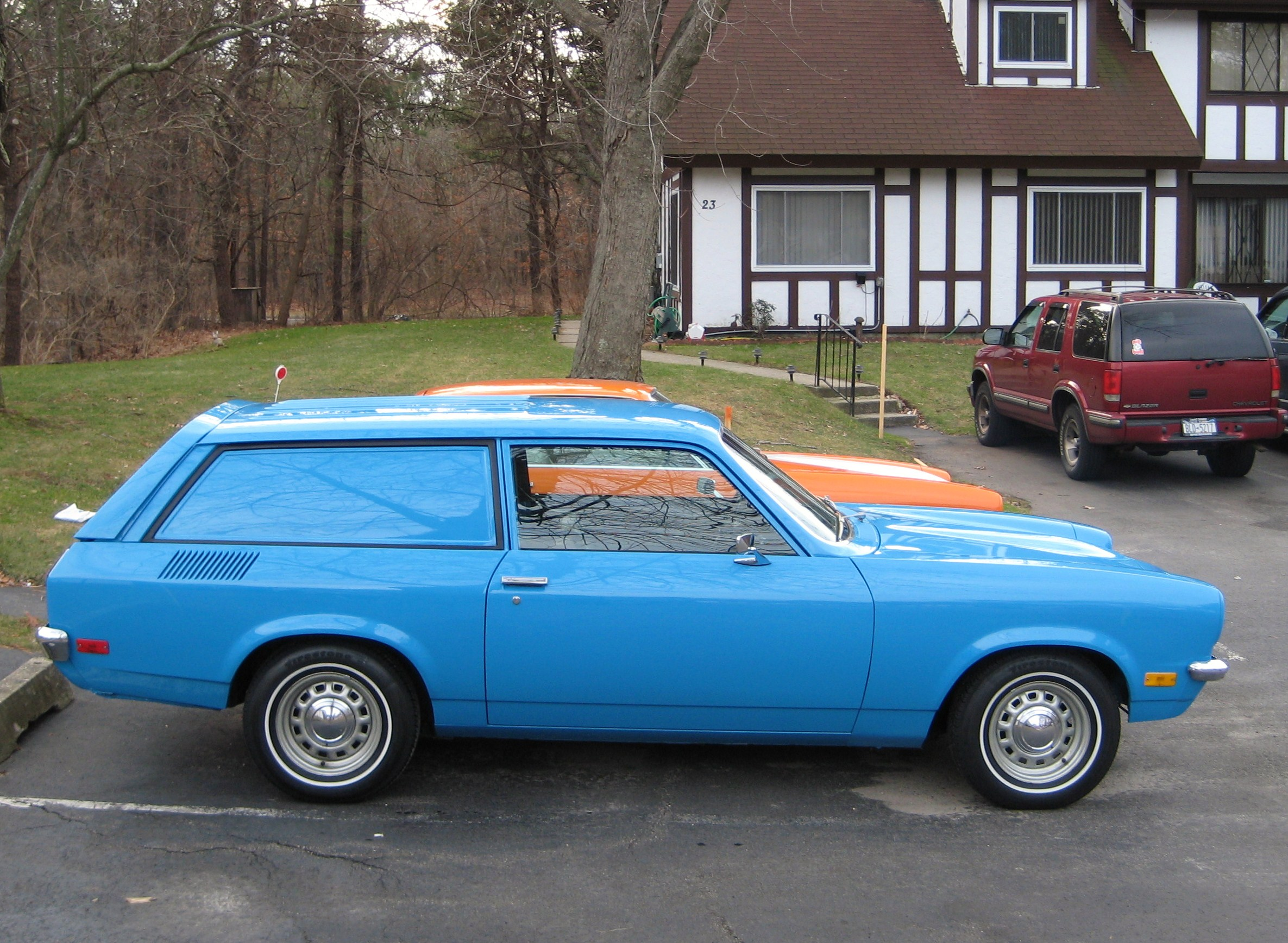
1971 Panel Van
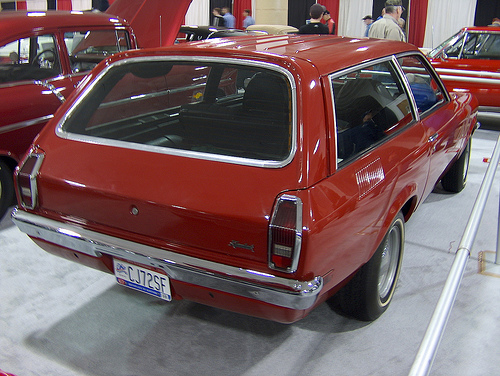
1971 Kombi
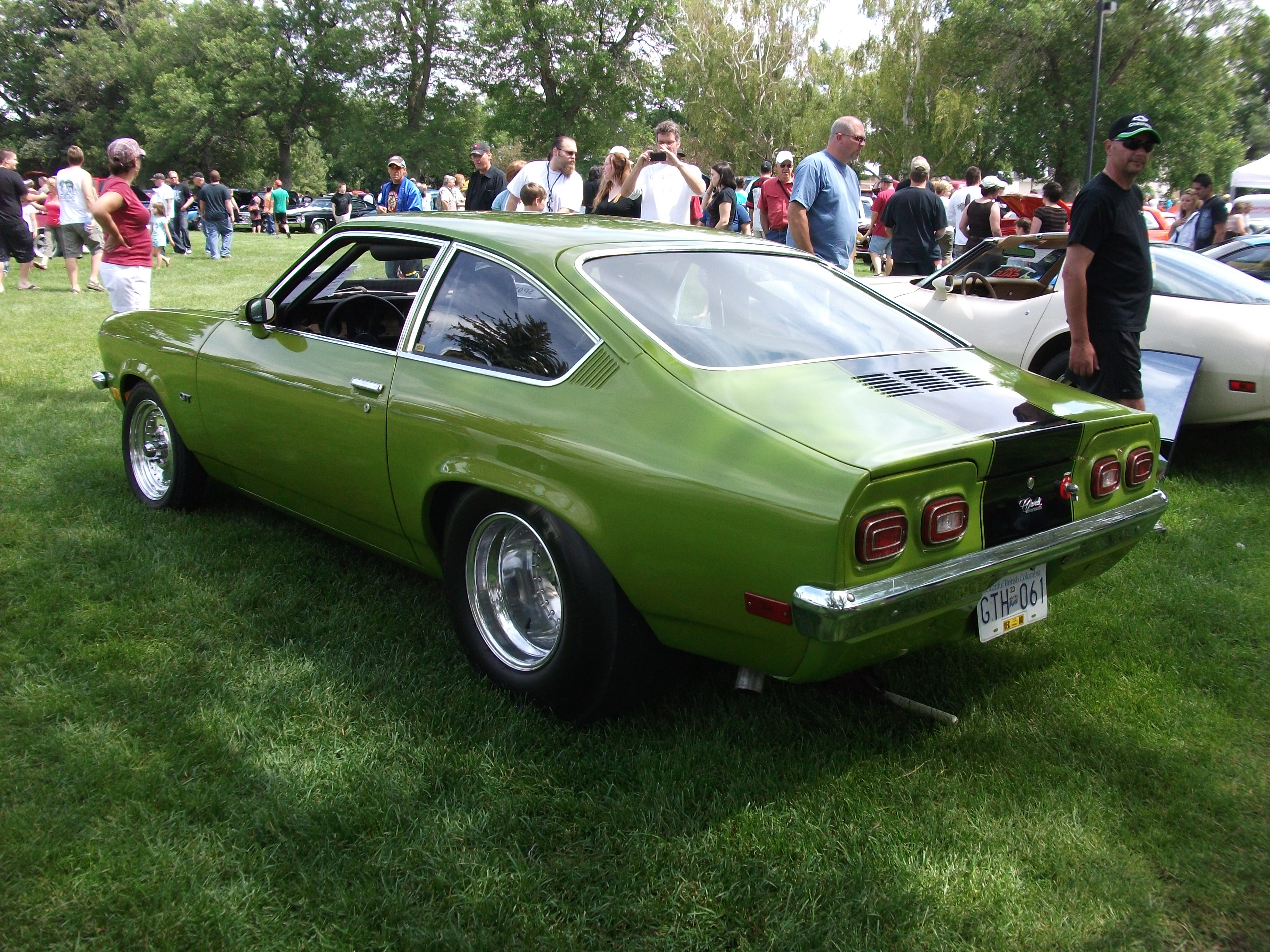
1972
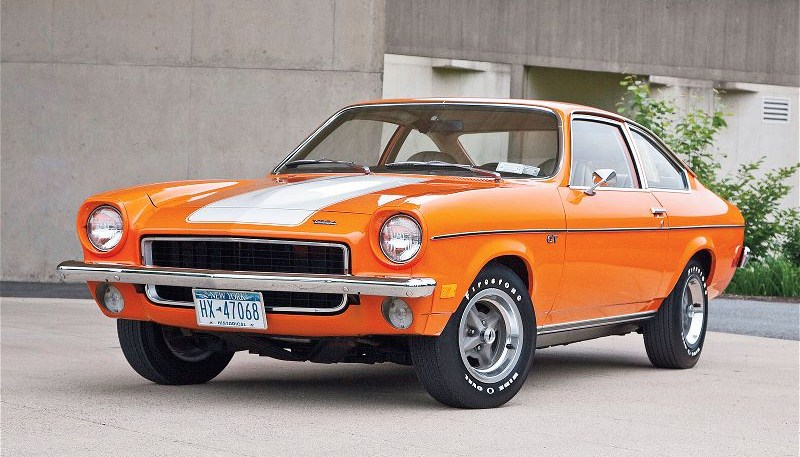
1973 GT
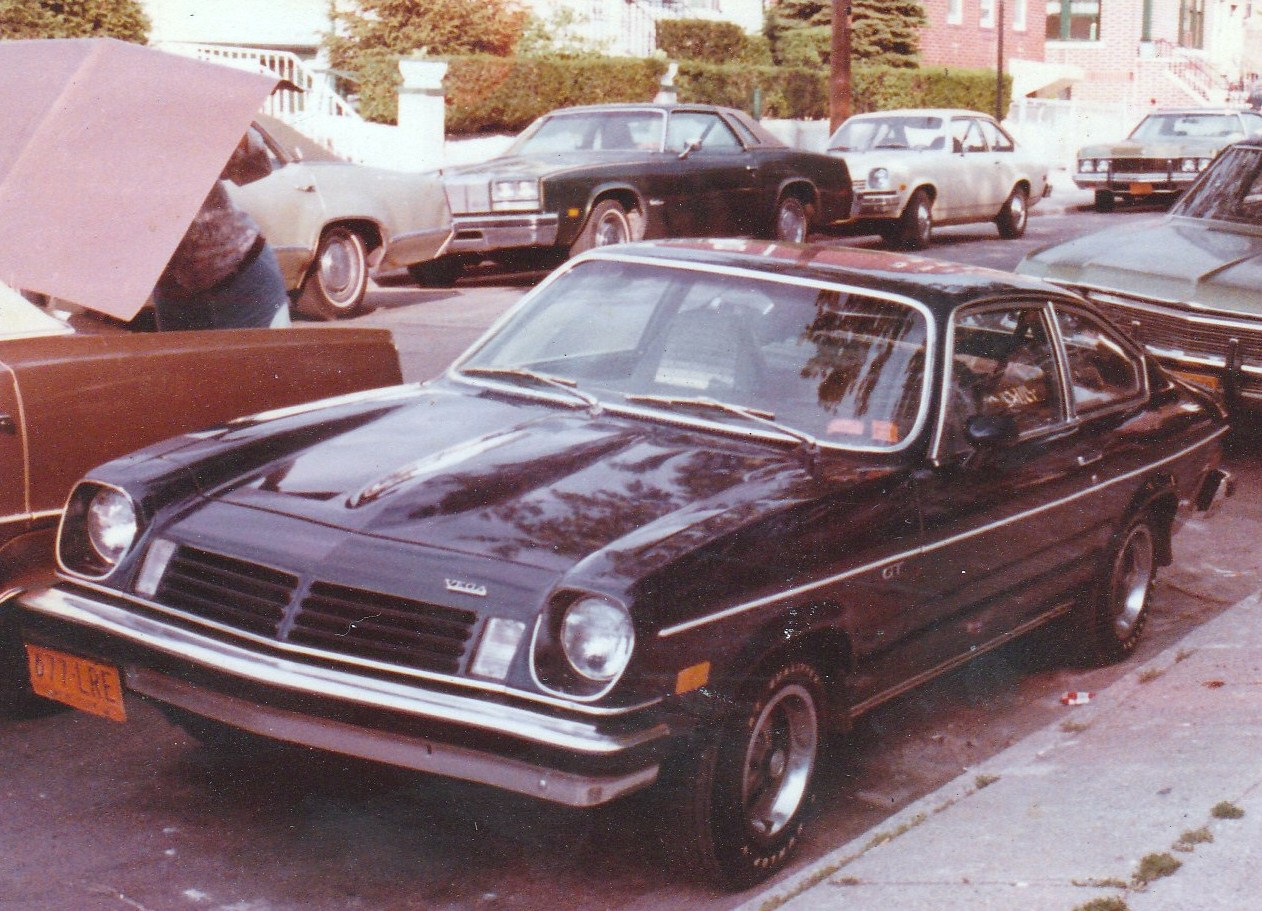
1974 GT
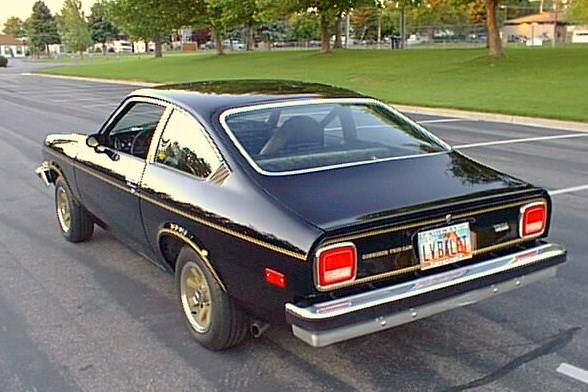
1975 Cosworth
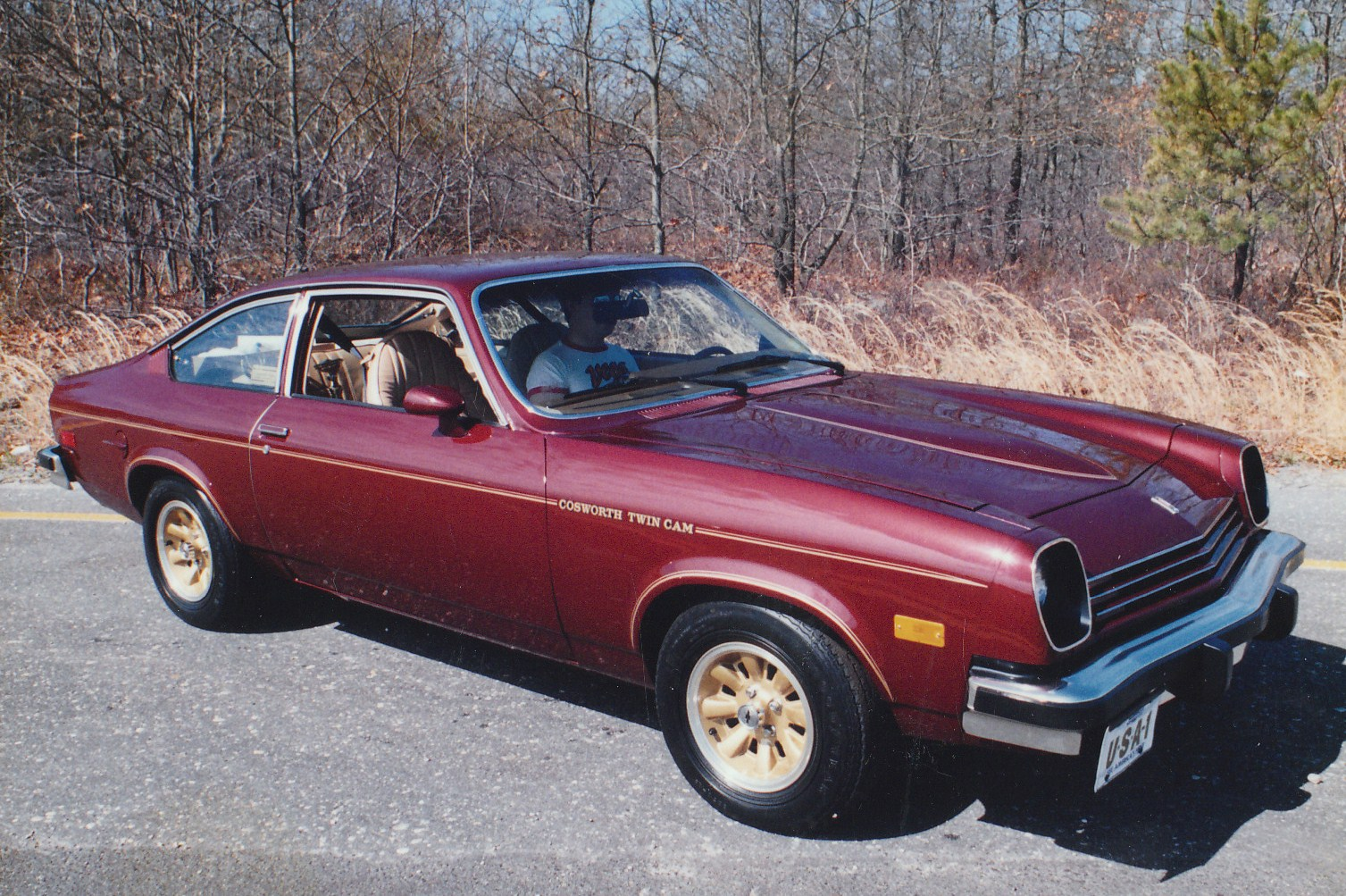
1976 Cosworth

## Qualitätsprobleme
Obwohl sich der Vega von Anfang an gut verkaufte, stellte das kaufende Publikum bald die Qualität des Autos in Frage. Die Probleme mit dem Fahrzeug gingen praktisch bis zum Beginn seiner Entwicklung zurück. In Comeback: The Fall & Rise of the American Automobile Industry schreiben die Autoren: „1972 gab GM drei Massenrückrufe heraus, der größte betraf 500.000 Vegas, um defekte Achsen, blockierende Drosselklappen und Probleme, die Brände verursachten, zu beheben.“ Bis Mai 1972 waren sechs von sieben produzierten Vegas Gegenstand einer Rückrufaktion. Die Entwicklung und Verbesserung wurde während der siebenjährigen Produktionszeit des Wagens fortgesetzt, um den Motor und kostenbezogene Probleme zu beheben.

### Rückrufaktionen
Der erste Vega-Rückruf, Chevrolet-Kampagnennummer 72-C-05, betraf Motorrückzündungen bei 130.000 Fahrzeugen, die mit dem optionalen L-11-Register-Vergaser ausgestattet waren. Ein Motor, bei dem Rückzündungen mit einer bestimmten Häufigkeit und Stärke auftraten, schwächte den Schalldämpfer und ließ ihn reißen. Heiße Abgase traten dann aus und erhitzten den angrenzenden Kraftstofftank, der sich ausdehnte, riss und Kraftstoff freisetzte, welcher sich entzündete und einen Brand verursachte. Der zweite Rückruf im Frühsommer 1972, Chevrolet-Kampagne Nummer 72-C-07, betraf 350.000 Fahrzeuge, die mit dem Standardmotor und Einfach-Vergaser ausgestattet waren. Sie betraf das Risiko, dass ein Bauteil des Abgasreinigungssystems (Leerlaufstopp-Magnethalterung) in das Drosselklappengestänge fallen und dieses blockieren könnte. Chevrolet forderte die Kunden auf, die Zündung auszuschalten und das Fahrzeug abzubremsen, wenn die Drosselklappe während der Fahrt klemmt.
Im Juli 1972 kündigte das Unternehmen die dritte Rückrufaktion „in ebenso vielen Monaten“ mit der Kampagnennummer 72-C-09 an, von der 526.000 Fahrzeuge betroffen waren, bei denen sich die Hinterachse vom Fahrzeug lösen konnte. Wie die NHTSA feststellte, konnten sich „die Achswelle und das Rad dann aus der Seitenwand herausbewegen und das Fahrzeug auf die Hinterradaufhängung fallen lassen.“

### Karosserie
Bei den frühen Vegas behandelte das Rostschutzverfahren von Fisher Body nicht das gesamte Chassis. Der sechsstufige Zinkphosphat-Rostschutzprozess begann damit, dass die unbehandelten Stahlkarosserien zwei Minuten lang in einen 246.052 Liter fassenden elektrophoretischen Lackierbad getaucht wurden, um sie zu grundieren und weiter vor Rost zu schützen. Die montierten Karosserien wurden getrocknet, nass geschliffen, versiegelt, mit Acryllack besprüht und in einem Ofen bei 149 °C eingebrannt.
Allerdings gab es einen Prozessfehler während der Tauch-Behandlung, weil eine eingeschlossene Lufttasche verhinderte, dass die Rostschutzbeschichtung einen Spalt zwischen den vorderen Kotflügeln und der Motorhaube des Vegas erreichte. Unter normalen Fahrbedingungen konnte sich so feuchter Schmutz und Salz ansammeln und den unbehandelten Stahl der frühen Vegas rosten lassen. Chevrolet installierte Ende 1973 provisorische Kunststoffabweiser und 1974 vollständige Kunststoffauskleidungen. Rost beschädigte auch die Seitenschweller und Türkanten, den Bereich unter der Windschutzscheibe und die Karosserie oberhalb der Schweller. Manchmal wurden die Nockenbolzen der Vorderradaufhängung durch Rost blockiert, so dass sie nicht mehr ausgerichtet werden konnten.
Ab 1976 gehörten zu den Verbesserungen des Rostschutzes verzinkte Stahlkotflügel und Schweller, ein „vierlagiger“ Kotflügelschutz mit verzinkten und grundierten Innenkotflügeln, Schutzkitt für die Radkästen, eine zinkhaltige Vorgrundierung der Innentüren, dehnbare Dichtungsmasse zwischen hinterer Viertelverkleidung und Radkastenverkleidung sowie ein korrosionsbeständiger Grill und Scheinwerfergehäuse.